# Снегирь (мультфильм)
«Снегирь» — советский рисованный мультипликационный фильм режиссёра Инессы Ковалевской по одноимённому стихотворению Агнии Барто, созданный на киностудии «Союзмультфильм» в 1983 году.

## Сюжет
Однажды мальчик в зоомагазине увидел красногрудого снегиря и попросил маму, чтобы она купила ему эту птичку. Но мама отказалась покупать, ссылаясь на плохое поведение мальчика и на испорченное им пальтишко. Он очень расстроился, но потом, немного подумав, решил исправить своё поведение и перестал драться. Мама была приятно удивлена столь кардинальными изменениями в поведении сына и купила ему снегиря.

## Создатели
| автор сценария и кинорежиссёр | Инесса Ковалевская |
| художник-постановщик          | Галина Шакицкая |
| композитор                    | Игорь Космачёв |
| звукооператор                 | Владимир Кутузов |
| кинооператор                  | Светлана Кощеева |
| монтажёр                      | Изабелла Герасимова |
| художники-мультипликаторы:    | Эльвира Маслова, Татьяна Померанцева, Галина Зеброва, Наталия Богомолова, Олег Комаров, Владимир Шевченко, Виталий Бобров, Валерий Деревин |
| художники:                    | Светлана Скребнёва, Татьяна Строева, Ирина Светлица, Пётр Коробаев, Александр Сичкарь, Николай Митрохин                                    |
| ассистенты режиссёра          | Галина Чикина, Зинаида Плеханова |
| роли озвучивали:              | Людмила Гнилова (мальчик), Галина Иванова (мама)                                                                                           |
| редактор                      | Пётр Фролов |
| директор съёмочной группы     | Лилиана Монахова |